# El triángulo de la tristeza
El triángulo de la tristeza (Título original: Triangle of Sadness) es una película de comedia negra satírica de 2022 escrita y dirigida por Ruben Östlund, que marca su debut cinematográfico en inglés. Está protagonizada por Harris Dickinson, Charlbi Dean, Dolly de Leon, Zlatko Burić, Henrik Dorsin, Vicki Berlin y Woody Harrelson. La película sigue a una pareja de celebridades y modelos que son invitadas a unirse a un crucero de lujo para los ultra ricos, cuando las cosas comienzan a salir mal.
Es la última película que protagonizó la actriz Charlbi Dean antes de su muerte sorpresivamente en agosto de 2022 debido a una rápida infección.
El triángulo de la tristeza se estrenó en el Festival Internacional de Cine de Cannes de 2022 en mayo, donde recibió una ovación de pie de ocho minutos y ganó la Palma de Oro. Fue estrenada en Francia el 28 de septiembre de 2022, en los Estados Unidos y Suecia el 7 de octubre, en Alemania el 13 de octubre y en el Reino Unido el 28 de octubre. La película ha recibido críticas generalmente positivas.

## Sinopsis
Esta comedia negra se centra en una pareja de celebridades y modelos de moda (Carl y Yaya) que son invitados a un crucero de lujo pero que, tras una tormenta, quedan varados junto a otros pasajeros y tripulantes en una isla aparentemente desierta.

## Reparto
- Harris Dickinson como Carl
- Charlbi Dean como Yaya
- Dolly De Leon como Abigail
- Zlatko Burić como Dimitry
- Iris Berben como Therese
- Vicki Berlin como Paula
- Henrik Dorsin como Jarmo Björkman
- Jean-Christophe Folly como Nelson
- Amanda Walker como Clementine
- Oliver Ford Davies como Winston
- Woody Harrelson como el capitán Thomas Smith
- Sunnyi Melles como Vera
- Carolina Gynning como Ludmilla
- Arvin Kananian como Darius

## Recepción

### Taquilla
Al 29 de noviembre de 2022, El triángulo de la tristeza había recaudado $4 millones de dólares en los Estados Unidos y Canadá, y $11,3 millones en otros territorios, para un total bruto mundial de $15,3 millones de dólares. 
En los Estados Unidos, El triángulo de la tristeza se estrenó en 10 ubicaciones en Los Ángeles, Nueva York y San Francisco, con un debut de $210,074 dólares y un promedio por sala de $21,007 dólares. En su segundo fin de semana, recaudó $657,051 dólares en 31 pantallas. En su tercer fin de semana, recaudó $600,000 dólares en 280 pantallas, terminando décima en la taquilla. En su cuarto fin de semana, recaudó $548,999 dólares en 610 pantallas.

### Respuesta crítica
El triángulo de la tristeza recibió reseñas generalmente positivas de parte de la crítica y de la audiencia. En el sitio web especializado Rotten Tomatoes, la película posee una aprobación del 72%, basada en 232 reseñas, con una calificación de 7.2/10 y con un consenso crítico que dice: "El triángulo de la tristeza carece de los bordes afilados del trabajo anterior de Östlund, pero este golpe de humor negro a los obscenamente ricos tiene sus propias recompensas". De parte de la audiencia tiene una aprobación del 73%, basada en más de 500 votos, con una calificación de 3.7/5.
El sitio web Metacritic le dio a la película una puntuación de 63 sobre 100, basada en 47 reseñas, indicando "reseñas generalmente favorables". En el sitio IMDb los usuarios le asignaron una calificación de 7.5/10, sobre la base de 56 947 votos, mientras que en la página web FilmAffinity la cinta tiene una calificación de 7.2/10, basada en 1932 votos.

### Premios y nominaciones
| Premio                                            | Fecha de la ceremonia   | Categoría                                              | Nominado(s)                       | Resultado | Ref.   |
| ------------------------------------------------- | ----------------------- | ------------------------------------------------------ | --------------------------------- | --------- | ------ |
| Festival de Cannes                                | 28 de mayo de 2022      | Palma de Oro                                           | Ruben Östlund                     | Ganador   | [ 7 ]  |
| Festival de Cannes                                | 28 de mayo de 2022      | AFCAE Art House Cinema Award                           | Ruben Östlund                     | Ganador   | [ 8 ]  |
| Premios del Cine Europeo                          | 10 de diciembre de 2022 | Mejor película                                         | El triángulo de la tristeza       | Ganadora  | [ 9 ]  |
| Premios del Cine Europeo                          | 10 de diciembre de 2022 | Mejor director                                         | Ruben Östlund                     | Ganador   | [ 9 ]  |
| Premios del Cine Europeo                          | 10 de diciembre de 2022 | Mejor guionista                                        | Ruben Östlund                     | Ganador   | [ 9 ]  |
| Premios del Cine Europeo                          | 10 de diciembre de 2022 | Mejor actor                                            | Zlatko Buric                      | Ganador   | [ 9 ]  |
| Premios del Cine Europeo                          | 10 de diciembre de 2022 | Premio de Cine Universitario Europeo                   | El triángulo de la tristeza       | Nominada  | [ 10 ] |
| Asociación de Críticos de Cine de Los Ángeles     | 11 de diciembre de 2022 | Mejor actor/actriz de reparto                          | Dolly de Leon                     | Ganadora  | [ 11 ] |
| Greater Western New York Film Critics Association | 30 de diciembre de 2022 | Mejor actriz de reparto                                | Dolly de Leon                     | Nominada  | [ 12 ] |
| Premios Globo de Oro                              | 10 de enero de 2023     | Mejor película - Comedia o musical                     | El triángulo de la tristeza       | Nominada  | [ 13 ] |
| Premios Globo de Oro                              | 10 de enero de 2023     | Mejor actriz de reparto                                | Dolly de Leon                     | Nominada  | [ 13 ] |
| Premios de la Crítica Cinematográfica             | 15 de enero de 2023     | Mejor comedia                                          | El triángulo de la tristeza       | Nominada  | [ 14 ] |
| London Film Critics' Circle                       | 5 de febrero de 2023    | Mejor actriz de reparto                                | Dolly de Leon                     | Nominada  | [ 15 ] |
| London Film Critics' Circle                       | 5 de febrero de 2023    | Mejor actor británico/irlandés (por cuerpo de trabajo) | Harris Dickinson                  | Nominado  | [ 15 ] |
| Premios Satellite                                 | 11 de febrero de 2023   | Mejor película - Comedia o musical                     | El triángulo de la tristeza       | Nominada  | [ 16 ] |
| Premios Satellite                                 | 11 de febrero de 2023   | Mejor actriz de reparto                                | Dolly de Leon                     | Nominada  | [ 16 ] |
| Premios Satellite                                 | 11 de febrero de 2023   | Mejor guion original                                   | Ruben Östlund                     | Nominado  | [ 16 ] |
| Premios de la Asociación de Críticos de Hollywood | 24 de febrero de 2023   | Mejor comedia                                          | El triángulo de la tristeza       | Nominada  | [ 17 ] |
| Premios AACTA                                     | 24 de febrero de 2023   | Mejor actor de reparto                                 | Woody Harrelson                   | Nominado  | [ 18 ] |
| Premios AACTA                                     | 24 de febrero de 2023   | Mejor guion                                            | Ruben Östlund                     | Nominado  | [ 18 ] |
| Alianza de Mujeres Periodistas de Cine            | 5 de enero de 2023      | Mejor reparto - Director de reparto                    | Paulina Hansson                   | Nominada  | [ 19 ] |
| Premios Óscar                                     | 12 de marzo de 2023     | Mejor película                                         | Erik Hemmendorff y Philippe Bober | Nominado  | [ 20 ] |
| Premios Óscar                                     | 12 de marzo de 2023     | Mejor director                                         | Ruben Östlund                     | Nominado  | [ 20 ] |
| Premios Óscar                                     | 12 de marzo de 2023     | Mejor guion original                                   | Ruben Östlund                     | Nominado  | [ 20 ] |